# Brane Grubar
Brane Grubar, slovenski gledališki in filmski igralec, * 30. september 1941, Ljubljana.
Grubar je dolgoletni član ljubljanske Drame. 

## Filmografija

### Filmi
- Vztrajanje (2017)
- Morje v času mrka (2008, TV)
- Oda Prešernu (2001)
- Ljubezen nam je vsem v pogubo (1987, TV)

### TV serije
- Življenja Tomaža Kajzerja 2 (2024, 2. del): zdravnik
- V imenu ljudstva (2020-2023): odvetnik Jože Zajc
- Usodno vino (2016): Gregor Miklavčič
- Vrtičkarji (1999)